# Badija
Koordinati:   42°57′20″N, 17°09′40″E
Badija je majhen, slab kv. km velik otoček v Pelješkem kanalu pri Korčuli v Jadranskem morju. Pripada Hrvaški.

## Geografija
Badija, na kateri stoji svetilnik, je največji in najbolj znan otok v otočju vzhodnega dela Pelješkega kanala. Otok leži ob severovzhodni obali Korčule,od katere ga ločuje okoli 0,5 km širok kanal Ježevica . Otoček je porasel z makijo in borovim gozdom in ima najvišji vrh visok 74 mnm. Njegova površina meri 0,971 km². Dolžina obalnega pasu je 4,16 km. Na Badiji je prijetno podnebje, srednja letna temperatura znaša 13,7 ºC. Badija je znan športni center za podvodni ribolov. Pred nekdanjim samostanom stoji manjši, 20 meterski pomol z dobro zavarovanim sidriščem, okoli katerega je tudi plaža. Globina morja ob pomolu je do 1,8 m.
Iz pomorske karte je razvidno, da svetilnik, ki stoji na skrajni zahodni točki otoka oddaja svetlobni signal: Z Bl(2) 5s. Nazivni domet svetilnika je 4 milje.

## Zgodovina
Ime Badija izhaja iz latinščine (abbatia, kar pomeni opatija). Na otočku je nekdaj stala cerkevica sv. Petra. V starih listinah se otoček prvič omenja leta 1368 kot otok Scoleum sancti Petri. Leta 1392 so se na otoček naselili frančiškani iz Bosne, katerim je mesto Korčula poklonila sprva samo zemljišče, kasneje pa cel otoček za postavitev samostana. Današnji samostan in cerkev sta bila dokončana okoli leta 1420.

## Gospodarstvo
Nekdanji frančiškanski samostan so po letu 1960 preuredili v športno rekreacijski center.